# Pannecé
Pannecé é uma comuna francesa na região administrativa da Pays de la Loire, no departamento de Loire-Atlantique. Estende-se por uma área de 30,59 km². Em 2010 a comuna tinha 1 411 habitantes (densidade: 46,1 hab./km²).